# Аико-Исида

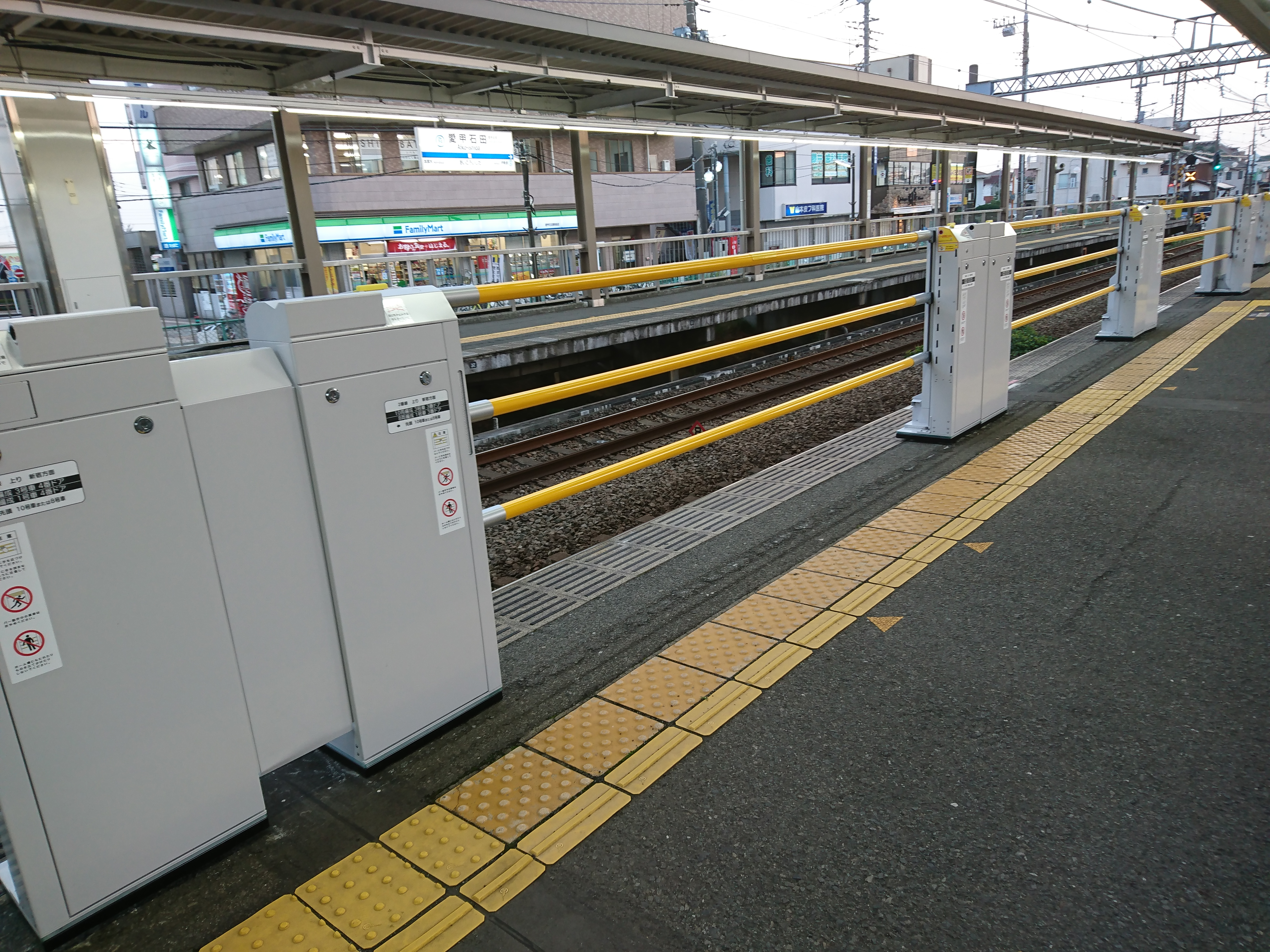
Платформа станции

Станция Аико-Исида (яп. 愛甲石田駅 аико: исида эки) — железнодорожная станция на линии Одавара, расположенная в городе Ацуги, префектуры Канагава. Часть станции физически расположена в соседнем городе Исехара. Станция расположена в 48,5 километра от конечной станции линий Одакю - Синдзюку. Станция была открыта 1 апреля 1927 года. Новое здание станции было построено в 1987 году. На станции установлены подъёмный барьер.

## Планировка станции
2 пути и  2 платформы бокового типа.
| 1 | ■ Линия Одавара | Син-Мацуда, Одавара                                    |
| 2 | ■ Линия Одавара | Сагами-Оно, Син-Юригаока, (Линия Тиёда) Аясэ, Синдзюку |

## Близлежащие станции
| «           |             | Линия                           |             | »           |
| Линия Одакю | Линия Одакю | Линия Одакю                     | Линия Одакю | Линия Одакю |
| ----------- | ----------- | ------------------------------- | ----------- | ----------- |
| Хон-Ацуги   |             | Rapid Express (快速急行)        |             | Исэхара     |
| Хон-Ацуги   |             | Express (急行)                  |             | Исэхара     |
| Хон-Ацуги   |             | Semi Express (準急)             |             | Исэхара     |
| Хон-Ацуги   |             | Section Semi Express (区間準急) |             | Исэхара     |
| Хон-Ацуги   |             | Local (各駅停車)                |             | Исэхара     |